# Joe Habie
José Habie Nigrin (14 de noviembre de 1956 – Ciudad de Guatemala, 28 de septiembre de 2012), más conocido como Joe o Joey Habie, fue un ingeniero y empresario guatemalteco. 
Joe Habie heredó la empresa textil de su padre, Alberto Habie Mishaan, descendiente de inmigrantes judíos que arribaron a Guatemala a mediados del siglo pasado. En 1956 comenzó a vender tela en el área que después ocuparía el Gran Hotel Tikal Futura. Heredó la fábrica de textiles Intexa, que luego transformó en Corporación Liztex, uno de los cinco mayores exportadores de telas de América Latina. También era propietario del hotel Tikal Futura en Ciudad de Guatemala. También era propietario de la generadora Electrocristal, en Petén, y la hidroeléctrica Cueva María, en Cantel, Quetzaltenango. 
Habie murió en un accidente de helicóptero el 28 de septiembre de 2012, procedente de Río Dulce, Izabal. Era el único ocupante del helicóptero en el momento que se estrelló.